# 放射状植物
放射状植物（学名：Radiatopses）是维管植物及真叶植物的演化支之一，包含了种子植物及一些已灭绝的化石姐妹群。这一类群的初生木質部在维管束(或稱維管組織)橫切面的位置呈放射狀分佈而得名，相較於链束植物（Moniliformopses）則是環狀分佈。

## 定義
本類群被定義為包含了化石物種多變桿蕨（Pertica varia）及現代被子植物香睡蓮（Nymphaea odorata ）的结点分支，即包含了兩者的最后共同祖先及其所有後代的演化支。

## 特征
本类群植物拥有四直列式的分枝，有多束的原生木質部位於初生木質部的中央平面。

## 分类
本类群与链束植物（Moniliformopses）互为姐妹群，同属于真叶植物（Euphyllophytina）。

### 内部分类
本类群包含下列演化支：
- †桿蕨屬 Pertica
- 木質植物 Lignophyta